# Micropsectra chuzenotescens
Micropsectra chuzenotescens är en tvåvingeart som beskrevs av Sasa 1984. Micropsectra chuzenotescens ingår i släktet Micropsectra och familjen fjädermyggor. Inga underarter finns listade i Catalogue of Life.